# Miletus meleagris
Miletus meleagris är en fjärilsart som beskrevs av Waterhouse 1903. Miletus meleagris ingår i släktet Miletus och familjen juvelvingar. Inga underarter finns listade i Catalogue of Life.